# Encéphalopathie TDP-43 à prédominance limbique liée à l'âge
 Mise en garde médicale
L'encéphalopathie TDP-43 à prédominance limbique liée à l'âge, ou LATE, de l'anglais : limbic-predominant age-related TDP-43 encephalopathy, est un diagnostic proposé dans certains cas de démence. Elle est définie par une accumulation dans le cerveau de 
protéines TDP-43 (en) mal repliées, en particulier dans le système limbique, généralement chez les patients de plus de 85 ans. La LATE serait présente chez environ un quart des personnes de plus de 85 ans, et est souvent en comorbidité d' autres formes de démence, comme la maladie d'Alzheimer. Le TDP-43 est également impliqué dans la dégénérescence lobaire frontotemporale et les maladies associées à la sclérose latérale amyotrophique (SLA).

### Articles liés
- Encéphalopathie traumatique chronique
- Protéinopathie